# Renato Ciprari
Renato Ciprari (Roma, 21 febbraio 1906 – Lechemti, 27 giugno 1936) è stato un militare e aviatore italiano, decorato con la medaglia d'oro al valor militare alla memoria nel corso della guerra d'Etiopia.

## Biografia
Nacque a Roma il 21 febbraio 1906.  Nel maggio 1926 si arruolò volontariamente nella Regia Aeronautica, frequentando il corso presso la Scuola radiotelegrafisti della Capitale. Nel gennaio 1927 fu trasferito presso la stazione R.T. (Ricognizione Terrestre) dell'aeroporto di Campoformido, venendo promosso aviere scelto nell'aprile dello stesso anno, in forza alla 2ª Zona Aerea Territoriale (Z.A.T.).  Il 3 maggio 1928 fu mandato in servizio presso il Comando dell'Aeronautica della Tripolitania, in Libia, rimanendovi fino al febbraio 1929, quando promosso 1º Aviere rientrò in Italia.  Posto in congedo, venne richiamato in servizio il 25 aprile 1935, in vista dello scoppio della guerra d'Etiopia, e dopo un breve corso di formazione preso il battaglione autonomo di Roma venne assegnato al 14º Stormo Bombardamento Terrestre.  Promosso sergente nell'agosto dello stesso anno, si imbarcò a Napoli per raggiungere Massaua, in Eritrea, il 14 dicembre, a ostilità già iniziate.  Assegnato in servizio sull'aeroporto di Massaua poi Aeroporto Internazionale di Massaua, fu successivamente trasferito all'Aeroporto di Macallè, da dove partecipò a 50 missioni di guerra in circa due mesi, venendo decorato con una Medaglia di bronzo al valor militare. 
Rimase ucciso nel corso dell'eccidio di Lechemti il 27 giugno 1936, e per onorarne il coraggio gli fu conferita inizialmente la Medaglia d'argento al valor militare, successivamente trasformata in medaglia d'oro alla memoria.
Una via di Fiumicino porta in suo nome.

### Fonti
1. 1 2 3  Ufficio Storico dell'Aeronautica Militare 1969, p. 40.
2. 1 2 3 4 5  Combattenti Liberazione.
3. ↑   Medaglia d'oro al valor militare Renato Ciprari, su quirinale.it, Quirinale. URL consultato il 17 settembre 2020.
4. ↑  Bollettino Ufficiale 1937, dispensa 7, pag. 141, e disp. 29, pag. 113.
5. ↑  Bollettino Ufficiale 1937, dispensa 37, pag. 619.

### Periodici
- Ovidio Ferrante, Lekemti: la Kindu della Regia Aeronautica, in Rivista Militare, Roma, Stato Maggiore dell'Aeronautica Militare, febbraio-marzo 2006,  pp. 80-87.
- Nico Sgarlato, Le Aquile dell'Impero, in Ali di Gloria, n. 3, Parma, Delta Editrice, aprile-maggio 2012.